# Deutsches Weinsiegel

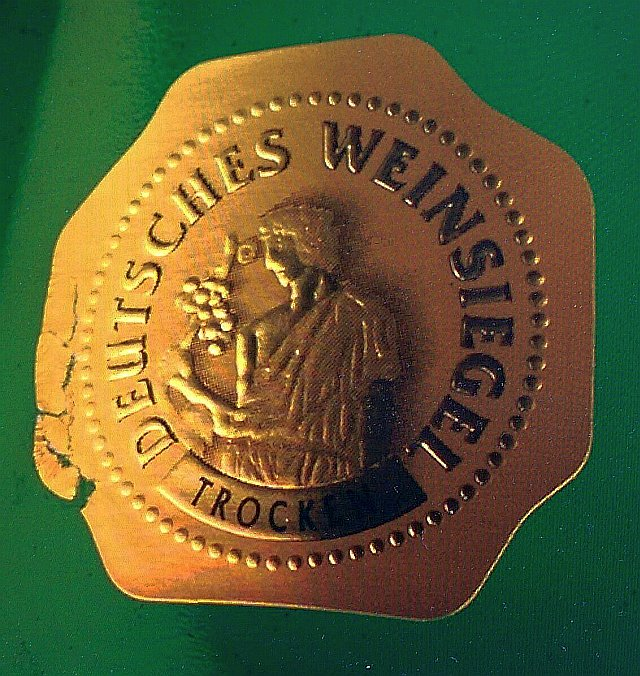
Deutsches Weinsiegel – trocken

Das Deutsche Weinsiegel ist ein Gütezeichen für Weine, das 1950 von der deutschen Weinwirtschaft ins Leben gerufen wurde und seitdem von der Deutschen Landwirtschafts-Gesellschaft (DLG) vergeben wird. Die Prüfung der Weine findet auf freiwilliger Basis durch die DLG TestService GmbH statt. Seit 2016 wird neben dem klassischen Weinsiegel eine Variante verliehen, die regionaltypische Besonderheiten von Weinen in den Mittelpunkt stellt.

## Das klassische Weinsiegel
Beim klassischen deutschen Weinsiegel wird die Farbe des Siegels durch die Geschmacksrichtung der Weine bestimmt, die nach Restsüße und Säuregehalt definiert ist. Liebliche Weine mit einem Restzuckergehalt von über 18 g/l erhalten ein rotes Siegel. Halbtrockene Weine mit 9 bis 18 g/l Restzucker erhalten ein grünes Siegel, wobei der Säuregehalt maximal 10 g/l unter dem Zuckergehalt liegen darf. Trockene Weine sind mit maximal 9 g/l Restzucker definiert, wobei der Säuregehalt hier nur maximal 2 g/l darunter liegen darf, sie erhalten ein gelbes Siegel. Bei allen Siegelfarben muss der Wein 2,5 von 5 Punkten in einer sensorischen Prüfung der Kriterien Farbe, Aussehen, Geruch, Geschmack und Typizität erreichen.

## Das Weinsiegel Regionale Qualität
Weine die dieses Siegel tragen, müssen 3 von 5 Punkten in einer sensorischen Prüfung der Kriterien Farbe, Aussehen, Geruch, Geschmack und Typizität erreichen. Es sind nur Weine mit Rebsortenangabe zugelassen, die die weingesetzlichen Anforderungen für die Guts- oder Erzeugerabfüllung erfüllen.
Das Siegel kann Hinweise auf die Anbauregion wie auch auf spezielle Weinanbau- oder Weinausbau-Methoden enthalten.

## Weblink
Das Deutsche Weinsiegel. DLG, abgerufen am 23. März 2019.